# Obrium kusamai
Obrium kusamai är en skalbaggsart som beskrevs av Masatoshi Takakuwa 1984. Obrium kusamai ingår i släktet Obrium och familjen långhorningar. Inga underarter finns listade i Catalogue of Life.